# Gilby
Gilby Engineering var ett privat brittiskt formel 1-stall. I början av 1960-talet byggde man egna formel 1-bilar under namnet Gilby.

## F1-säsonger
| Säsong | Tävlingsnamn      | Bil           | Motor           | Poäng | VM-plac. | Förare        |
| ------ | ----------------- | ------------- | --------------- | ----- | -------- | ------------- |
| 1954   | Gilby Engineering | Maserati 250F | Maserati 2.5 L6 |       | -        | Roy Salvadori |
| 1955   | Gilby Engineering | Maserati 250F | Maserati 2.5 L6 |       | -        | Roy Salvadori |
| 1956   | Gilby Engineering | Maserati 250F | Maserati 2.5 L6 |       | -        | Roy Salvadori |
| 1957   | Gilby Engineering | Maserati 250F | Maserati 2.5 L6 |       | -        | Ivor Bueb     |
| 1959   | Gilby Engineering | Cooper T43    | Climax 1.5 L4   |       | -        | Keith Greene  |
| 1960   | Gilby Engineering | Cooper T45    | Maserati 2.5 L4 |       | -        | Keith Greene  |
| 1961   | Gilby Engineering | Gilby 1961    | Climax 1.5 L4   | 0     | 6:a      | Keith Greene  |
| 1962   | Gilby Engineering | Gilby 1962    | BRM 1.5 V8      | 0     | 9:a      | Keith Greene  |